# 滇新樟
滇新樟（学名：Neocinnamomum caudatum），为樟科新樟属下的一个种。